# Huracán Hattie-Simone
El huracán Hattie fue un huracán de categoría 5 que azotó América Central en 1961, acabando con la vida de unas 319 personas.

Al llegar hasta el océano Pacífico se ganó el nombre de Simone.
Belice, en aquel momento conocido como Honduras Británica, fue el país más perjudicado por la catástrofe. La destrucción que sufrió su capital Ciudad de Belice debido a las inundaciones fue tal, que el gobierno se trasladó a la ciudad de Belmopán, situada en el interior.